# Geoktschai
Geoktschai (ryska: Геокчай) är en distriktshuvudort i Azerbajdzjan.   Den ligger i distriktet Göyçay, i den centrala delen av landet, 180 km väster om huvudstaden Baku. Geoktschai ligger 122 meter över havet och antalet invånare är 35 348.
Terrängen runt Geoktschai är kuperad norrut, men söderut är den platt. Terrängen runt Geoktschai sluttar söderut. Geoktschai är det största samhället i trakten.
Omgivningarna runt Geoktschai är i huvudsak ett öppet busklandskap. Runt Geoktschai är det ganska tätbefolkat, med 134 invånare per kvadratkilometer.